# 狩猟免許
狩猟免許（しゅりょうめんきょ）とは、狩猟をしようとする者が受けなければならない免許である。都道府県知事が狩猟免状（）を交付して免許を行う。

## 概要
- 免許制により、狩猟行為における密猟の防止及び野生動物の保護などを目的としている。
- 免許の交付、試験および更新並びに申請窓口等の免許に係る手続は、都道府県の自治事務である。よって、免許の許可および実施の主体は都道府県知事にある。
- 免許の効力は日本全国に及ぶ。狩猟の際は、後述の通り狩猟を行う場所に属する各都道府県ごとに別途、狩猟者登録が必要。
- 鳥獣の保護及び管理並びに狩猟の適正化に関する法律および関係法令による直接的な規定はないが、国が定める基本指針[3]に即して各都道府県が策定する鳥獣保護事業計画[4]に許可要件として盛り込まれているため、有害鳥獣捕獲の申請窓口である各自治体の諸規程によって、有害鳥獣捕獲実施者の危険防止の要件に指定されている。

狩猟免許を取得できたからといって自由に狩猟できるわけではない。網やわなの場合は販売店などで購入するだけでよいが、銃の場合は公安委員会の厳格な手続きを経て所持許可を得る必要がある。そして、実際に狩猟する時は、猟具・猟期・狩猟する場所に応じて狩猟者登録を行わなければならない。
2020年時点で狩猟免許取得者は約20万人であるが、狩猟者登録をした者は約14万人であるなど「ペーパーハンター」状態の取得者が多数存在する。

## 区分
狩猟免許は猟法の種類に応じて4種類に区分される。
- 網猟免許（旧網・わな乃至甲種） - 網（むそう網、はり網、つき網、なげ網）
- わな猟免許（旧網・わな乃至甲種） - わな（くくりわな、はこわな、はこおとし、囲いわな）
- 第一種銃猟免許（旧乙種）- 装薬銃（ライフル銃および散弾銃）、圧縮ガス銃および空気銃(乙種は丙種を含んでいない点が異なる。)
- 第二種銃猟免許（旧丙種） - 圧縮ガス銃および空気銃

2002年（平成14年）、鳥獣保護及狩猟ニ関スル法律から鳥獣の保護及び狩猟の適正化に関する法律への全面改正により、名実とも大幅に変更された。

### 自由猟法
法定猟法以外の猟法（自由猟法）は狩猟免許の対象ではない。具体的には素手での捕獲、鷹狩、スリングショットなどが該当する。

## 受験資格
20歳以上の者（網猟・わな猟は18歳以上の者）。ただし、狩猟免許を取り消され、その後3年間を経過していないものや統合失調症、そううつ病にかかっている者、麻薬、大麻、阿片又は覚醒剤の中毒者、その他自分の行為の是非を判別して行動する能力が欠如又は著しく低い者、20歳（網猟・わな猟は18歳）に満たない者（試験日に20歳（網猟・わな猟は18歳）に達する者は可）、受験しようとする各都道府県に住所を有しない者は、受験資格がない。

## 試験
各都道府県によって試験日が違うが、年1(2)～8回行われる。ただし、冬季の試験は網猟免許又はわな猟免許限定の場合が多い。受験料は区分に付き5200円（一部免除者（鳥獣保護法第49条各号に該当する者）は3900円）（2011年現在）。

### 試験科目
狩猟免許試験は、次の各事項について行う。
1. 狩猟についての必要な適性 (適性試験)
  - 視力
  - 聴力
  - 運動能力
2. 狩猟についての必要な知識 (知識試験)
択一式又は正誤式の筆記試験で、法律や猟具、動物の形態や生態に関する問題が出題される。70%以上の成績が合格基準。
3. 狩猟についての必要な技能 (技能試験)
狩猟免許の区分によって課題は異なる。70%以上の成績が合格基準。

技能試験では共通（ただし対象鳥獣が異なるため問題が異なる）で行われる鳥獣判別、受験する猟法によって異なる猟具の取扱い試験、銃猟試験者が行う距離の目測がある。
網：猟具（あみ）の識別と設置技能が試される
わな：猟具（わな）の使用可否の識別と設置技能が試される。
第一種銃猟：装薬銃の取扱い（点検、実包装填と装填後かまえ/実包の取り出し、集団行動）、空気銃の取扱い（装填、装填後かまえ、/実包の取り出し)技能と距離目測（30メートル、50メートル、100メートル、300メートルの4択）が試される。
※具体的に出題される猟具は地方自治体によって異なるが、地方自治体によっては受験者に選択させてくれる場合もある。傾向については大日本猟友会の各都道府県支部で開催される講習会（有料）を受講することで情報を得ることが可能である。

## 狩猟者登録と狩猟免許の更新
狩猟免許の取得後、狩猟を行うには、毎年その行為を行う場所が属する都道府県への狩猟税と交付手数料（1800円2012年現在）を納付して狩猟者登録を行い、狩猟者登録証および狩猟者記章の交付を受ける必要がある。
- 記章色 赤 - わな猟
- 記章色 青 - 第一種銃猟(装薬銃及び空気銃)
- 記章色 緑 - 第二種銃猟(空気銃のみ)
- 記章色 黄 - 網猟

また、狩猟免許を取得してからの有効期間は、誕生日ではなく一律9月15日を境にした概ね3年間。更新時には適性検査と講習を受ける。更新手数料は区分に付き2800円（2011年現在）。3区分を受検する場合は8400円掛かる。
複数の区分の狩猟免許を取得している者は更新期間をどれか一つに合わせ他の免許を繰り上げることが可能であるが、単一の狩猟免許の更新時期を繰り上げることはできない。

## 狩猟鳥獣
狩猟鳥獣として、鳥獣の保護及び管理並びに狩猟の適正化に関する法律施行規則（平成14年環境省令第28号）別表第1に掲げる鳥類28種、獣類20種が指定されていた。令和6年9月4日現在では鳥類26種、獣類20種になっている。ただし、政令（施行令）および環境省令（施行規則）により一時的に、または各都道府県条例又は規則により地域別に、一部の狩猟鳥獣に対する特定の猟法による捕獲禁止措置を執られ、年度および地域により差違があることが多いので猟期前の慎重な確認が必要である。

## 狩猟期間
狩猟期間は狩猟を行っても良い期間である。
狩猟期間は、鳥獣の保護及び狩猟の適正化に関する法律第2条第5項により、原則として北海道では9月15日から翌年4月15日まで、それ以外の都府県では10月15日から翌年4月15日までと定められている。これを一般的には登録期間と呼ぶ。一方で、鳥獣の保護及び狩猟の適正化に関する法律第11条第2項に基づく鳥獣の保護及び狩猟の適正化に関する法律施行規則第9条によって、北海道では10月1日から翌年1月31日（猟区内では毎年9月15日から翌年2月末日）まで、それ以外の都府県では11月15日から2月15日（猟区内では毎年10月15日から翌年3月15日、一部の県の一部の鳥獣につき猟区外では毎年11月1日から翌年1月31日）までを狩猟期間と呼ぶ。また、都道府県規則によって、狩猟鳥獣及び猟法並びに放鳥獣猟区等を限定した期間の延長又は短縮が存在する場合がある。

### 書籍
- 梶 光一・伊吾田宏正・鈴木正嗣 編『野生動物管理のための狩猟学』朝倉書店、2013年1月20日。ISBN 978-4-254-45028-6。

### 法規
- 鳥獣の保護及び管理並びに狩猟の適正化に関する法律 - e-Gov法令検索
- 鳥獣の保護及び管理並びに狩猟の適正化に関する法律施行規則 - e-Gov法令検索